# Ρ-алгоритм Полларда

Числова послідовність зациклюється, починаючи з деякого n. Цикл виглядає як грецька літера ρ.

ρ-алгоритм Полларда — алгоритм факторизації цілих чисел, що ґрунтується на пошуку циклу в послідовності і деяких наслідках із парадоксу днів народжень. Його запропонував Джон Поллард (1975). Алгоритм найбільш ефективний для факторизації складених чисел із досить малими множниками в розкладі. Обчислювальна складність оцінюється як {\displaystyle O(N^{1/4})}.
У всіх варіантах ρ-алгоритму Полларда будується числова послідовність, елементи якої, починаючи з деякого номера n, утворюють цикл, що можна проілюструвати розташуванням членів послідовності у вигляді грецької літери ρ. Це й послужило назвою для сімейства методів.

## Історія алгоритму
Наприкінці 60-х років XX століття Дональд Кнут опублікував досить ефективний алгоритм пошуку циклу в послідовності, також відомий, як алгоритм «черепаха та заєць», який він пов'язував з ім'ям Флойда. Джон Поллард, Дональд Кнут та інші математики проаналізували поведінку цього алгоритму в середньому випадку. Було запропоновано кілька модифікацій та поліпшень алгоритму.
У 1975 році Поллард опублікував статтю, в якій він, ґрунтуючись на алгоритмі Флойда виявлення циклів, виклав ідею алгоритму факторизації чисел, який виконується за час, пропорційний {\displaystyle N^{1/4}}.
Автор назвав його методом факторизації Монте-Карло, тому, що в процесі обчислення генерується псевдовипадкова послідовність чисел. Проте пізніше метод все-таки назвали ρ-алгоритмом Полларда.
У 1981 році Річард Брент і Джон Поллард за допомогою цього алгоритму знайшли менший дільник восьмого числа Ферма {\displaystyle F_{8}=2^{2^{8}}+1}.
Так, {\displaystyle F_{8}=1238926361552897\cdot p_{62}}, де {\displaystyle p_{62}} — просте число, що складається з 62 десяткових цифр.
У межах проекту «Cunningham project» алгоритм Полларда допоміг знайти дільник числа {\displaystyle 2^{2386}+1} довжиною 19 цифр. Більші дільники також можна б знайти, але відкриття  методу факторизації за допомогою еліптичних кривих зробило алгоритм Полларда неконкурентоспроможним.

## Опис алгоритму

### Оригінальна версія
Розглянемо послідовність цілих чисел {\displaystyle {x_{n}}}, таку що {\displaystyle x_{0}=2} та {\displaystyle x_{i+1}=(x_{i}^{2}-1\,)(\mathrm {mod} \,N)}, де {\displaystyle N} — число, яке потрібно факторизувати. Оригінальний алгоритм виглядає таким чином.
1. Будемо обчислювати трійки чисел
{\displaystyle (x_{i},x_{2i},Q_{i}),i=1,2,...}, де {\displaystyle Q_{i}\equiv \prod _{j=1}^{i}(x_{2j}-x_{j})\,(\mathrm {mod} \,N)}.
Причому кожна така трійка отримується з попередньої.
2. Щоразу, коли число {\displaystyle i} кратне числу {\displaystyle m} (скажімо, {\displaystyle m=100}), будемо обчислювати найбільший спільний дільник {\displaystyle d_{i}=\mathrm {GCD} (Q_{i},N)} будь-яким відомим методом.
3. Якщо {\displaystyle 1<d_{i}<N}, то знайдено часткове розкладання числа {\displaystyle N}, причому {\displaystyle N=d_{i}\times (N/d_{i})}.
Знайдений дільник {\displaystyle d_{i}} може бути складовим, тому його також необхідно факторизувати. Якщо число {\displaystyle N/d_{i}} складене, то продовжуємо алгоритм з модулем {\displaystyle N'=N/d_{i}}.
4. Обчислення повторюються {\displaystyle S} раз. Наприклад, можна зупинити алгоритм при {\displaystyle i=S=10^{5}}. Якщо при цьому число не було до кінця факторизовано, можна вибрати, наприклад, інше початкове число {\displaystyle x_{0}}.

### Сучасна версія
Нехай {\displaystyle N} складене ціле додатне число, яке потрібно розкласти на множники. Алгоритм виглядає таким чином:
1. Вибираємо невелике число {\displaystyle x_{0}} та будуємо послідовність {\displaystyle \{x_{n}\},n=0,1,2,...}, визначаючи кожне наступне як {\displaystyle x_{n+1}=F(x_{n})\,(\mathrm {mod} \,\,N)}.
2. Одночасно на кожному i-ому кроці обчислюємо {\displaystyle d=\mathrm {GCD} (N,|x_{i}-x_{j}|)} для будь-яких {\displaystyle i}, {\displaystyle j} таких, що {\displaystyle j<i}, наприклад, {\displaystyle i=2j}.
3. Якщо виявили, що {\displaystyle d>1}, то обчислення закінчується, і знайдене на попередньому кроці число {\displaystyle d} є дільником {\displaystyle N}. Якщо {\displaystyle N/d} не є простим числом, то процедуру пошуку дільників можна продовжити, узявши як {\displaystyle N} число {\displaystyle N'=N/d}.

Як на практиці обирати функцію {\displaystyle F(x)}? Функція має бути не надто складною для обчислення, але в той же час не має бути лінійним многочленом, а також не повинна породжувати взаємно однозначне відображення. Зазвичай за {\displaystyle F(x)} беруть функцію {\displaystyle F(x)=x^{2}\pm 1(\mathrm {mod} \,N)} або {\displaystyle F(x)=x^{2}\pm a(\mathrm {mod} \,N)}. Однак не слід застосовувати функції {\displaystyle x^{2}-2} та {\displaystyle x^{2}}.
Якщо відомо, що для дільника {\displaystyle p} числа {\displaystyle N} справедливо {\displaystyle p\equiv 1\,(\mathrm {mod} \,k)} при деякому {\displaystyle k>2}, то має сенс застосувати {\displaystyle F(x)=x^{k}+b}.
Істотним недоліком алгоритму в такий реалізації є необхідність зберігати велику кількість попередніх значень {\displaystyle x_{j}}.

### Покращення алгоритму
Початкова версія алгоритму має низку недоліків. На даний момент[коли?] існує кілька підходів до поліпшення оригінального методу.
Нехай {\displaystyle F(x)=(x^{2}-1)\mathrm {mod} \,N}. Зауважимо, що й {\displaystyle (x_{j}-x_{i})\equiv 0(\mathrm {mod} \,p)}, то {\displaystyle (f(x_{j})-f(x_{i}))\equiv 0(\mathrm {mod} \,p)}, тому, якщо пара {\displaystyle (x_{i},x_{j})} дає нам розв'язок, то розв'язок дасть будь-яка пара {\displaystyle (x_{i+k},x_{j+k})}.
Тому, немає потреби перевіряти всі пари {\displaystyle (x_{i},x_{j})}, а можна обмежитися парами виду {\displaystyle (x_{i},x_{j})}, де {\displaystyle j=2^{k}}, і {\displaystyle k} пробігає набір послідовних значень 1, 2, 3,…, а {\displaystyle i} набуває значення з інтервалу {\displaystyle [2^{k}+1;2^{k+1}]}. Наприклад, {\displaystyle k=3}, {\displaystyle j=2^{3}=8}, а {\displaystyle i\in [9;16]}.
Цю ідею запропонував Річард Брент у 1980 році і вона дозволяє зменшити кількість виконуваних операцій приблизно на чверть (25%).
Ще одну варіацію ρ-методу Поларда розробив Флойд. За Флойдом, значення {\displaystyle y} оновлюється на кожному кроці за формулою {\displaystyle y=F^{2}(y)=F(F(y))}, тому на кроці i будуть отримані значення {\displaystyle x_{i}=F^{i}(x_{0})}, {\displaystyle y_{i}=x_{2i}=F^{2i}(x_{0})}, і НСД на цьому кроці обчислюється для {\displaystyle N} та {\displaystyle y-x}.

### Приклад факторизації числа
Нехай {\displaystyle N=8051}, {\displaystyle F(x)=(x^{2}+1)\,\mathrm {mod} \,8051}, {\displaystyle x_{0}=y_{0}=2}, {\displaystyle y_{i+1}=F(F(y_{i}))}.
| i | xi  | yi   | НСД (\|xi −yi\|, 8051) |
| - | --- | ---- | ---------------------- |
| 1 | 5   | 26   | 1                      |
| 2 | 26  | 7474 | 1                      |
| 3 | 677 | 871  | 97                     |

Таким чином, 97 — нетривіальний дільник числа 8051. Використовуючи інші варіанти поліному {\displaystyle F(x)}, можна також отримати дільник 83.

## Обґрунтування ρ-методу Полларда
Алгоритм ґрунтується на відомому парадоксі днів народження.
Теорема (Парадокс днів народження)
| Нехай {\displaystyle \lambda >0}. Для випадкової вибірки з {\displaystyle l+1} елементів, кожний з яких менший від {\displaystyle q}, де {\displaystyle l={\sqrt {2\lambda q}}}, ймовірність того, що два елементи виявляться однаковими {\displaystyle p>1-\exp ^{-\lambda }}. |

Слід зазначити, що ймовірність {\displaystyle p=0.5} в парадоксі днів народження досягається при {\displaystyle \lambda \approx 0.69}.
Нехай послідовність {\displaystyle \{u_{n}\}} складається з різниць {\displaystyle x_{i}-x_{j}}, що перевіряються під час роботи алгоритму. Визначимо нову послідовність {\displaystyle \{z_{n}\}}, де {\displaystyle z_{n}=u_{n}\,\mathrm {mod} \,q}, {\displaystyle q} — менший з дільників числа {\displaystyle N}.
Усі члени послідовності {\displaystyle \{z_{n}\}} менші {\displaystyle {\sqrt {N}}}. Якщо розглядати її як випадкову послідовність цілих чисел, менших {\displaystyle q}, то, згідно з парадоксом днів народження, імовірність того, що серед {\displaystyle l+1} її членів трапляться два однакових, перевищить {\displaystyle 1/2} при {\displaystyle \lambda \approx 0.69}, тоді {\displaystyle l} має бути не менше {\displaystyle {\sqrt {2\lambda q}}\approx {\sqrt {1.4q}}\approx 1.18{\sqrt {q}}}.
Якщо {\displaystyle z_{i}=z_{j}}, тоді {\displaystyle x_{i}-x_{j}\equiv 0\,\mathrm {mod} \,q}, тобто, {\displaystyle x_{i}-x_{j}=kq} для деякого цілого {\displaystyle k}. Якщо {\displaystyle x_{i}\neq x_{j}}, що виконується з великою ймовірністю, то шуканий дільник {\displaystyle q} числа {\displaystyle N} буде знайдено як {\displaystyle \mathrm {GCD} (N,|x_{i}-x_{j}|)}. Оскільки {\displaystyle {\sqrt {q}}\leqslant n^{1/4}}, то з імовірністю, що перевищує 0,5, дільник {\displaystyle N} буде знайдено за {\displaystyle 1.18\times N^{1/4}} ітерацій.

## Складність алгоритму
Щоб оцінити складність алгоритму, можна розглядати послідовність, що будується в процесі обчислень, як випадкову (звісно, ні про яку строгість при цьому говорити не можна). Щоб повністю факторизувати число {\displaystyle N} довжиною {\displaystyle \beta } біт, достатньо знайти всі його дільники, які не переважають {\displaystyle {\sqrt {N}}}, що вимагає максимум порядку {\displaystyle {\sqrt {N}}} арифметичних операцій, або {\displaystyle N^{1/4}\beta ^{2}=2^{\beta /4}\beta ^{2}} бітових операцій.
Тому складність алгоритму оцінюється, як {\displaystyle O(N^{1/4})}. Однак у цій оцінці не враховуються накладні витрати з обчислення найбільшого спільного дільника. Отримана складність алгоритму, хоча і не є точною, проте достатньо добре узгоджується з практикою.
Виконується така теорема. Нехай {\displaystyle N} — складене число. Тоді існує така стала {\displaystyle C}, що для будь-якого додатного числа {\displaystyle \lambda } ймовірність події, що полягає в тому, що ρ-метод Поларда не знайде нетривіального дільника {\displaystyle N} за час {\displaystyle C{\sqrt {\lambda {\sqrt {N}}}}(\log N)^{2}}, не перевершує величини {\displaystyle e^{-\lambda }}. Ця теорема випливає з парадоксу днів народження.

## Особливості реалізації
Обсяг пам'яті, використовуваний алгоритмом, можна значно зменшити.
```
 
int
 
Rho-Полард
 (
int
 N)
 { 
   
int
 x = 
random
(1, N-2);
   
int
 y = 1; 
int
 i = 0; 
int
 stage = 2;
   
while
 (Н.С.Д.(N, 
abs
(x - y)) == 1)
   {
     
if
 (i == stage ){
       y = x;
       stage = stage*2; 
     }
     x = (x*x + 1) (mod N);
     i = i + 1;
   }
   
return
 
Н.С.Д
(N, 
abs
(x-y));
 }
```

у цьому варіанті обчислення потребує зберігати в пам'яті всього три змінні {\displaystyle N}, {\displaystyle x}, і {\displaystyle y}, що вигідно відрізняє метод в такій реалізації від інших методів факторизації чисел.

### Розпаралелювання алгоритму
Алгоритм Полларда дозволяє розпаралелювання з використанням будь-якого стандарту паралельних обчислень (наприклад, OpenMP та ін.).
Існує декілька варіантів розпаралелювання, але їх спільна ідея полягає в тому, що кожний процесор виконує послідовний алгоритм, причому початкове число {\displaystyle x_{0}} та/або поліном {\displaystyle F(x)} мають бути різними для кожного процесора. Очікується, що на якомусь процесорі початкові параметри (випадково) виявляться більш вдалими і дільник буде знайдено швидше, однак цей випадок недетермінований (імовірнісний). Прискорення від такої паралельної реалізації значно менше лінійного.
Припустимо, що є {\displaystyle P} однакових процесорів. Якщо ми використовуємо {\displaystyle P} різних послідовностей (тобто, різних поліномів {\displaystyle F(x)}), то ймовірність того, що перші {\displaystyle k} чисел в цих послідовностях будуть різними за модулем {\displaystyle p} приблизно дорівнює {\displaystyle \exp({-k^{2}P}/{2p})}. Таким чином, прискорення можна оцінити як {\displaystyle P^{1/2}}.
Тобто, збільшення швидкості вдвічі можна очікувати, якщо процесорів буде вчетверо більше.
Річард Крандалл припустив, що можна досягти прискорення {\displaystyle O(P/(\log {P})^{2})}, однак на 2000-й рік це твердження не було перевірено.